# Le Ménil-Ciboult
Le Ménil-Ciboult är en kommun i departementet Orne i regionen Normandie i nordvästra Frankrike. Kommunen ligger i kantonen Tinchebray som tillhör arrondissementet Argentan. År 2022 hade Le Ménil-Ciboult 117 invånare.

## Befolkningsutveckling
Antalet invånare i kommunen Le Ménil-Ciboult
| Referens: INSEE |